# Manne Kemhagen
Manne Kemhagen, född 7 september 2002 i Norrköping, är en svensk alpin skidåkare.
År 2017 mottog Kemhagen priset Norrköpings Idrottskille. År 2017 vann Kemhagen silvermedalj på Ungdoms-SM i Funäsdalen i disciplinen storslalom och blev kort därefter invald i Prolympias Wall of Fame.
Kemhagen tävlar i samtliga alpina discipliner och har bland annat ställt upp i finska nationella mästerskapen vid flera tillfällen och tävlat kontinuerligt internationellt i tävlingar arrangerade med stöd av Internationella skidförbundet sedan 2019. Han var under säsongen 2022 rankad under en period som nummer två i sin åldersgrupp i landet i disciplinen slalom.